# عبد الرحمن بن حسان بن ثابت
عبد الرحمن بن حسان بن ثابت الأنصاري الخزرجي هو تابعي وشاعر، أبوه الصحابي الجليل شاعر رسول الله حسان بن ثابت، وأمه سيرين بنت شمعون، وكان المقوقس ملك الإسكندرية والنائب العام للدولة البيزنطية في مصر، قد أرسل إلى رسول الله جاريتين هما مارية القبطية وأختها سيرين بنت شمعون، فتزوج النبي مارية وأهدى حسان بن ثابت سيرين بنت شمعون، فأسلمت وأنجب منها عبد الرحمن.
كان عبد الرحمن شاعراً، وكان مقيماً في المدينة المنورة وتوفى فيها، اشتهر بالشعر في زمن أبيه، قال حسان: فمن للقوافي بعد حسان وابنه ومن للمثاني بعد زيد بن ثابت. نقل ابن حسان الحديث النبوي عن أبويه، وعن زيد بن ثابت، وعنه ابنه سعيد بن عبد الرحمن، وعبد الرحمن بن بهمان، و إسحاق بن إبراهيم بن عبد الله بن حارثة و عبد الرحمن بن بهمان وهو نزر الحديث. ولد في حياة النبي وعاش نيفًا وتسعين سنة.

## نسبه
هو عبد الرّحمن بن حسّان بن ثابت بن المنذر بن حرام بن عمرو بن زيد بن عدي بن عمرو بن مالك بن النّجار، أمّه سيرين القبطيّة أخت مارية أمّ إبراهيم بن رسول الله. كَانَ رَسُولُ اللَّهِ - صَلَّى اللَّهُ عَلَيْهِ وَسَلَّمَ - وهبها لحسّان بن ثابت فولدت له عبد الرّحمن بن حسّان فهو ابن خالة إِبْرَاهِيمَ بْنِ رَسُولِ اللَّهِ صَلَّى اللَّهُ عَلَيْهِ وَسَلَّمَ. 
تقدّم نسبه عند ذكر أَبِيهِ، وهو أنصاريّ خزرجيّ، أدرك النَّبِيّ صَلَّى اللَّهُ عَلَيْهِ وَسَلَّمَ، ويكنّى أبا مُحَمَّد وقيل: أَبُو سَعِيد. وهو من التّابعين، قَالَ مُحَمَّد بْن سعد: "هُوَ من الطّبقة الثّانية من تابعي أهل المدينة". 

## شعره
أكثرُ شعره في الغزل والهجاء والفخر، يُروى أنَّه شَبَّبَ برَمْلَةَ بنتِ معاويةَ بن أبي سفيان.
كان شاعرًا مرهوبَ اللِّسان، يجيدُ الهجاءَ. 

## قصائده
1. أتاني عنك يا مسكين قول.
2. ألم تر أنّي لا ألين لناعم.
3. ألا من رسول أصلح الله باله.
4. أرى الإقبال منك على خليلي.
5. صار العزيز ذليلا والذّليل له ([7]